# Grand Prix Japonska 2003
Grand Prix Japonska 2003 (XXIX Fuji Television Japanese Grand Prix), byl 16. závod 54. ročníku mistrovství světa jezdců Formule 1 a 45. ročníku poháru konstruktérů, historicky již 712. grand prix, se již tradičně odehrála na okruhu v Suzuce.

## Výsledky
| Pos | Č. | Jezdec                | Konstruktér      | Kol | Čas                    | Bodů |
| --- | -- | --------------------- | ---------------- | --- | ---------------------- | ---- |
| 1   | 2  | Rubens Barrichello    | Ferrari          | 53  | 1:25:11.743            | 10   |
| 2   | 6  | Kimi Räikkönen        | McLaren-Mercedes | 53  | +11.085                | 8    |
| 3   | 5  | David Coulthard       | McLaren-Mercedes | 53  | +11.614                | 6    |
| 4   | 17 | Jenson Button         | BAR-Honda        | 53  | +33.106                | 5    |
| 5   | 7  | Jarno Trulli          | Renault          | 53  | +34.269                | 4    |
| 6   | 16 | Takuma Sato           | BAR-Honda        | 53  | +51.692                | 3    |
| 7   | 21 | Cristiano da Matta    | Toyota           | 53  | +56.794                | 2    |
| 8   | 1  | Michael Schumacher    | Ferrari          | 53  | +59.487                | 1    |
| 9   | 9  | Nick Heidfeld         | Sauber-Petronas  | 53  | +1:00.159              |      |
| 10  | 20 | Olivier Panis         | Toyota           | 53  | +1:01.844              |      |
| 11  | 14 | Mark Webber           | Jaguar-Cosworth  | 53  | +1:11.005              |      |
| 12  | 4  | Ralf Schumacher       | Williams-BMW     | 52  | +1 Kolo                |      |
| 13  | 15 | Justin Wilson         | Jaguar-Cosworth  | 52  | +1 Kolo                |      |
| 14  | 12 | Ralph Firman          | Jordan-Ford      | 51  | +2 Kola                |      |
| 15  | 19 | Jos Verstappen        | Minardi-Cosworth | 51  | +2 Kola                |      |
| 16  | 18 | Nicolas Kiesa         | Minardi-Cosworth | 50  | +3 Kola                |      |
| Ret | 11 | Giancarlo Fisichella  | Jordan-Ford      | 33  | Zničení pohonných hmot |      |
| Ret | 8  | Fernando Alonso       | Renault          | 17  | Motor                  |      |
| Ret | 10 | Heinz-Harald Frentzen | Sauber-Petronas  | 9   | Motor                  |      |
| Ret | 3  | Juan Pablo Montoya    | Williams-BMW     | 9   | Hydraulika             |      |

## Nejrychlejší kolo
- Ralf Schumacher, Williams-BMW, 1:33:408

## Celkové pořadí po závodě

### Jezdci
- 1. Michael Schumacher - 93
- 2. Kimi Räikkönen - 91
- 3. Juan Pablo Montoya - 82
- 4. Rubens Barrichello - 65
- 5. Ralf Schumacher - 58
- 6. Fernando Alonso - 55
- 7. David Coulthard - 51
- 8. Jarno Trulli - 33

### Týmy
- 1. Ferrari - 158
- 2. Williams-BMW - 144
- 3. McLaren-Mercedes - 142
- 4. Renault - 88

Poslední závod : Ralph Firman, Justin Wilson, Nicolas Kiesa, Heinz-Harald Frentzen, Jos Verstappen.